# Caridina
Genre
Caridina est un genre de crevettes d'eau douce de la famille des atyidés. Ces espèces sont généralement originaires des rivières tropicales ou subtropicales d'Asie de l'Est. Ce sont des omnivores filtreurs, cueilleurs et charognards.
Elles atteignent de 0.9-9.8 mm (C. cantonensis) à 1.2-7.4 mm (C. serrata) de longueur.

## Utilisation par l'Homme

### Comme nourriture
Toutes les espèces du genre Caridina sont comestibles et, en particulier, C. multidentata qui est exportée.

### En aquarium

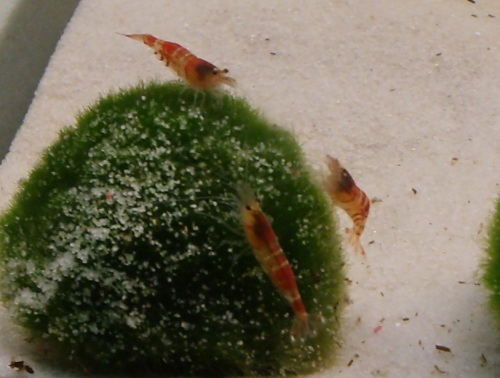
Trois crevettes cristal rouge s'alimentant

En raison de leur appétit pour certaines algues et leur comportement pacifique, les espèces du genre Cardina sont également très recherchées en aquarium planté ou communautaire.
Dans le commerce aquariophile, les crevettes à rayures noires et blanches sont liées à C. cantonensis et appelées "crevette diamant" ou "crevette abeille", les crevettes rouges avec des bandes blanches sont commercialisées en tant que "crevette cristal rouge" ou "crevette abeille rouge".
Les Caridina sauvages ont généralement des formes moins distinctes, et sont commercialisées en tant que simple Crevettes abeille sauvages" ou "crevettes abeille orange ". Elles ne sont généralement pas distinguées dans le commerce et ne sont pas classées en fonction de la netteté de leur robe.
Attention toutefois de ne pas mettre n'importe quel poisson en leur compagnie, on évitera les espèces susceptibles de les manger, comme les Cichlidés. Il est d'ailleurs recommandé de maintenir les plus petites espèces dans un aquarium spécifique.
www.caridina.fr

## Liste des espèces

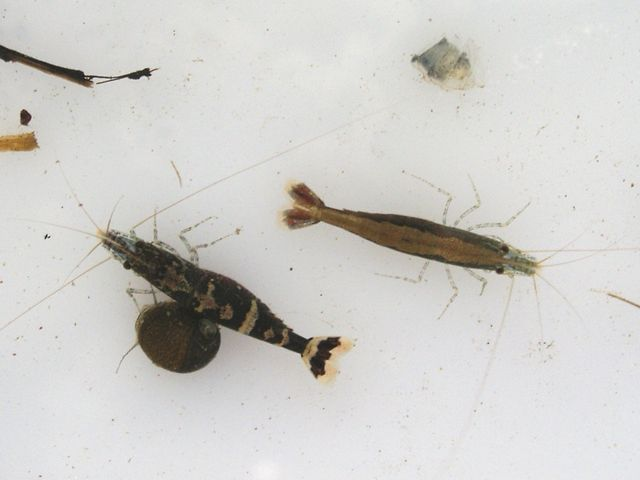
Crevette Ninja, C. serratirostris

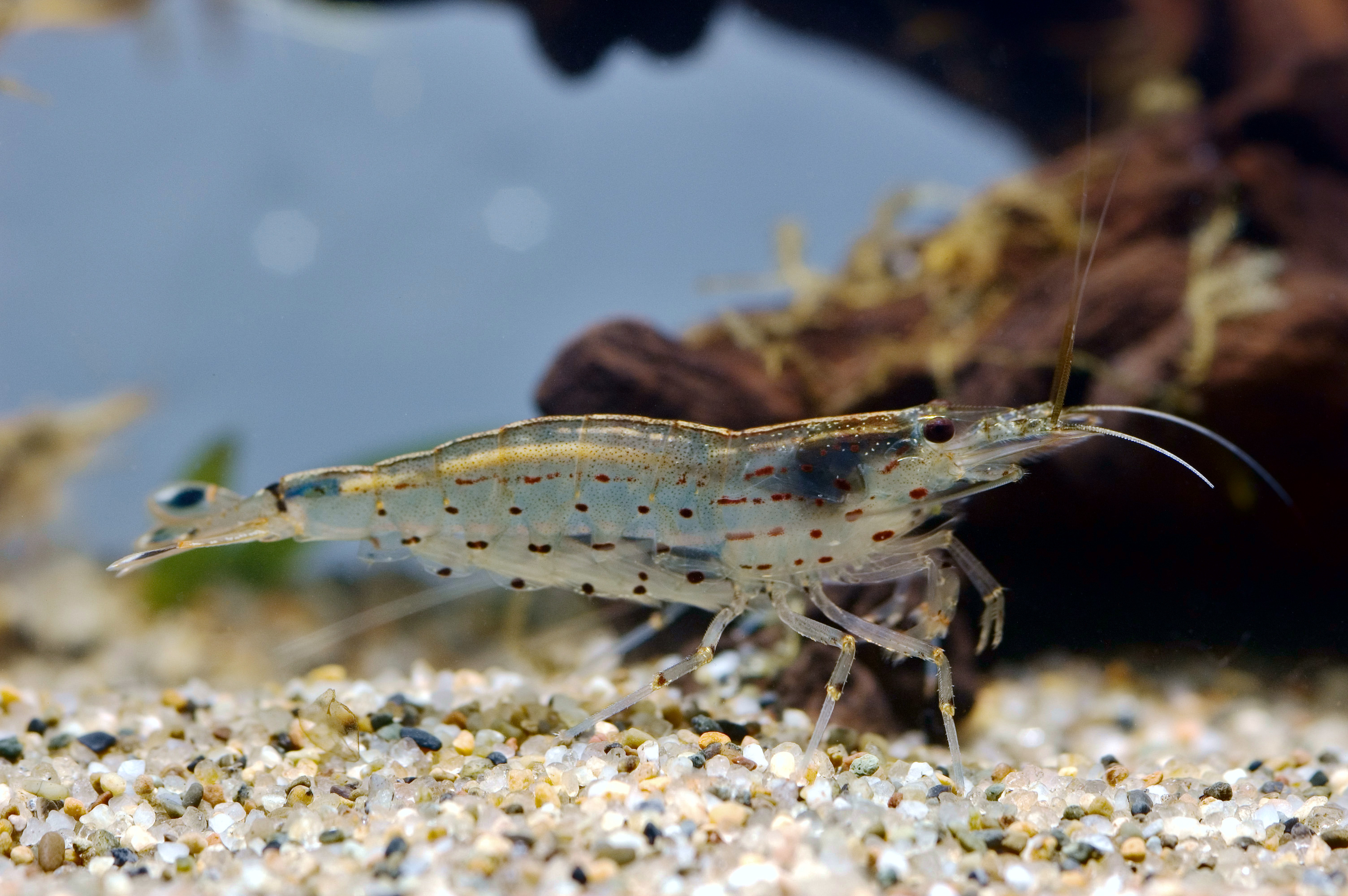
Caridina multidentata, ici à Shizuoka (Japon)

Des nouvelles espèces sont régulièrement décrites, cette liste n'est donc pas exhaustive. Il existe des hybridations entre les différents taxons de ce genre, nécessitant des soins lors de l'interprétation des analyses moléculaire phylogénétique qui n'utilisent pas un grand nombre de spécimens.
- Caridina acuminata Stimpson, 1860
- Caridina acutirostris Schenkel, 1902
- Caridina africana Kingsley, 1882
- Caridina apodosis
- Caridina appendiculata
- Caridina babaulti - Crevette verte des Indes
- Caridina brachydactyla
- Caridina breviata Ng & Cai, 2000 - Crevette bourdon
- Caridina brevirostris Stimpson, 1860
- Caridina bruneiana
- Caridina buehleri
- Caridina caerulea
- Caridina cantonensis
- Caridina ceylanica
- Caridina dennerliVon Rintelen & Cai, 2009 - Crevette cardinale
- Caridina denticulata(De Haan, 1844)
- Caridina edulis Bouvier, 1904
- Caridina ensifera Schenkel, 1902
- Caridina excavatoides
- Caridina formosae
- Caridina glaubrechti
- Caridina gracilipes
- Caridina gracilirostris De Man, 1892 - Crevette fantôme à nez rouge, Crevette Pinocchio, Caridine à rostre fin
- Caridina holtuisi
- Caridina johnsoni
- Caridina laevis Heller, 1862
- Caridina lanceolata Woltereck, 1937
- Caridina loehae
- Caridina logemanni -crevette abeille
- Caridina longidigita
- Caridina longirostris
- Caridina malayensis
- Caridina mariae - crevette tigre
- Caridina multidentata (aussi appelé Caridina japonica) - Crevette d'Amano
- Caridina nilotica Roux, 1833
- Caridina nitonica
- Caridina opaensis Roux, 1904
- Caridina profundicola
- Caridina propinqua De Man, 1908 - Crevette mandarine
- Caridina sarasinorum Schenkel, 1902
- Caridina serrata
- Caridina serratirostris - Crevette Ninja
- Caridina spinata
- Caridina spongicola Zitzler & Cai, 2006
- Caridina thambipilaii
- Caridina tonkinensis Bouvier, 1919
- Caridina trifasciata Yam & Cai, 2003
- Caridina typus H.Milne-Edwards, 1837 - Chevaquine
- Caridina weberiDe Man, 1892
- Caridina wilkinsi
- Caridina woltereckae
- Caridina yunnanensis
- Caridina sp. A 'Lake Poso'
- Caridina sp. B 'Poso River'
- Caridina sp. C 'Kawata River'
- Caridina sp. D 'Puawu River'
- Caridina sp. E 'Blue Ensifera'